# 宋詩紀事
宋詩紀事，宋代詩歌集，清代厲鶚輯，凡100卷。
《宋詩紀事》錄宋詩作者3812家，是自宋朝以来有关宋诗典籍中载录两宋诗人最多的，每位作家均係以小傳。厉鹗曾在自序中自称其书“略具出处大概，缀以评论，本事咸著于编。其于有宋知人论世之学，不为无小补矣。”陸心源又著有《宋詩紀事小傳補正》、《宋詩紀事補遺》。
近人錢鍾書著有《〈宋詩紀事〉補正》，“是对厉鹗《宋诗纪事》的纠正和补充。纠正的内容有误收、误属、张冠李戴，以及文字错谬讹漏的情况；补充的内容有补人、补事和补诗三个方面。”，如卷四潘若冲之佚詩乃据《类说》卷二二引陶岳《荆湖近事》补《阳朔县诗》所補。錢著《宋詩選注》是以《宋詩紀事》為線索檢得的。錢以為陸著《宋诗纪事补遗》“错误百出”，《宋诗纪事补正·题辞》中曾批评《宋诗纪事补遗》：“采摭虽广，讹脱亦多，归安陆氏补遗，买菜求益，更不精审。”。